# Porto Calvo
Pour les articles homonymes, voir Calvo.
Porto Calvo est une municipalité brésilienne de l'État d'Alagoas. Sa population en 2010 était estimée à 25 708 habitants.

## Toponymie
Initialement, Porto Calvo reçoit le nom de Santo Antônio dos Quatro Rios, en l'honneur des quatre rivières qui le traverse : Manguaba, Camarajibe, Santo Antônio Grande et Tatuamunha.
L'origine du nom actuel viendrait d'une légende qui veut qu'un vieillard chauve, qui vivait sur le fleuve, ait construit un port, Porto Calvo. Pour commémorer la victoire de Matthias de Albuquerque contre les Hollandais, le village est rebaptisé Bom Sucesso, mais les habitants continuent à appeler le lieu Porto Calvo, qui sera finalement conservé.

## Histoire
Porto Calvo est l'une des plus anciennes paroisses du Brésil : elle existait dès le XVIe siècle et aurait été créée aux alentours de 1575. Sa fondation est attribuée à Christophe Lins, qui a reçu une sesmaria comprenant les terres allant du rio Jaboatão au rio Santo Antônio Grande, en passant par Cabo de Santo Agostinho, Porto de Pedras, Matriz de Camaragibe, Passo de Camaragibe et São Luís do Quitunde.
Les premiers Portugais arrivés dans la région cultivèrent la canne à sucre, ils construisirent une chapelle et sept moulins. Ils cherchèrent rapidement à défricher les terres pour accroitre la surface des plantations. Porto Calvo est l'un des premiers lieux brésilien à être habités par les Portugais. Christophe Lins organise une expédition et reçoit le titre de capitaine général de Porto Calvo en 1600, après avoir expulsé et dépossédé les Indiens de leurs terres.
Porto Calvo s'enrichit considérablement grâce à sa position stratégique lors de la guerre contre les esclaves révoltés de Palmares en devenant la base arrière des forces portugaises. Mais il reste cependant un modeste village jusqu'au milieu du XVIIe siècle. Les Hollandais contribuent au développement du village, qui devient une place importante de la capitainerie de Pernambouc, qui englobait alors l'actuel État d'Alagoas.
Le 12 avril 1636, Porto Calvo devient un village, avant d'être érigée en ville le 14 novembre 1889 ; ce statut lui est confirmé par décret du 10 avril 1890.